# ويليام جاكسون باري
ويليام جاكسون باري (بالإنجليزية: William Jackson Barry)‏ هو كاتب نيوزلندي، ولد في 1819، وتوفي في 23 أبريل 1907.